# 교향곡 라단조 (프랑크)
교향곡 라단조 Op.48. FWV.48은 세자르 프랑크가 작곡한 교향곡이다. 프랑스에서의 이 장르를 대표하는 곡 중 하나이며, 19세기 후반의 가장 중요한 교향곡 中 하나로서 평가된다. 프랑크에게는 파리 음악원 재학 중인 1840년에 작곡된 교향곡 사장조 Op.13이 존재하지만 현재는 행방불명이 되어 연주될 기회도 없다. 따라서 이 곡은 실질적으로 프랑크의 유일한 교향곡이다.

## 개요
프랑크는 고전주의적 기법에 그 바탕을 두고 있던 작곡가인 만큼, 이 작품에서도 그의 고전적 취향이 확연히 드러난다. 이 작품은 3개의 악장으로 구성되어 있으나, 제2악장의 중간부에 스케르초를 채택하고 있어서 전체적으로 보아 고전적 4악장 구성에서 크게 벗어난 것은 아니다. 또한 그의 선율에서 상당히 자주 나타나는 반음계적 변화 역시 리스트와 바그너의 반음계처럼 찬란한 것이 아니라 화성적 진행의 바탕 위해서 이루어지기 때문에 고전적 순수함을 잃지 않고 있다. 그리하여 이 작품은 베토벤 이후의 대표적 교향곡이라는 높은 평가를 받고 있다. 현대의 청중은 이 작품을 들으면 안톤 브루크너의 교향곡을 연상할 것이다. 두 작곡가 모두 반복되는 주제를 사용해 통일감과 종결 분위기를 살렸으며 리스트와 바그너의 화음에 영향을 받았기 때문이다. 하지만 프랑크의 교향곡이 더 뛰어난 것은 빛과 그림자가 섬세하게 들어가 있으며, 교향곡의 무게감과 프랑스적 우아함이 절묘하게 조화를 이루고 있기 때문이다. 프랑크는 전조에 관한 한 천재적 소질을 발휘하고 있다. 드뷔시는 프랑크의 이처럼 변화무쌍한 전조를 보고는 ‘전조의 기개’라고 비난했으나, 그의 전조에는 깊은 신앙적 성찰과 탄탄한 이론적 토대가 있다. 기본적으로 프랑크의 음악이 종교적 감동이나 사색을 음악으로 표현하려 하는 것인 만큼, 이러한 잦은 전조 역시 세속적 정열의 토로가 아니라 내면적 영혼의 황홀감을 잦은 전조를 통해 묘사하고 있는 것으로 이해되어야 한다.

## 작곡
이 작품은 프랑크의 유일한 교향곡으로서, 이른바 순환주제(循環主題, Cyclic Theme)를 사용하여 순환 형식을 이루고 있는 작품이다. 프랑크가 이 작품을 쓰기 시작한 것은 1886년부터인데 2년여에 걸친 고심 끝에 1888년에 완성하여, 이듬해인 1889년 2월 17일 파리 콩세르바투아르 연주회에서 초연되었다. 그러나 초연당시, 청중들은 대체로 당황하거나 분개했다. 생상스가 자신의 교향곡 3번에 오르간 파트를 집어넣은 적은 있었지만, 프랑크의 경우 영적인 분위기가 훨씬 두드러졌고 마치 종교 행사 행렬을 보는 듯했다. 프랑크가 구사한 구조적 혁신에 대해서도 당황하는 청중들이 있었다. 게다가 평론가들에 평판은 좋지 않아서, 빈약한 내용을 장황하게 늘어 놓는다든가, ‘황량한 음습한 교향곡’, ‘독단의 경지에 이른 불능성의 단언’이라고 평했다. 심지어는 생상스의 오르간 교향곡을 모조, 표절한 작품이라는 혹평까지도 있었으나,  프랑크는 이러한 혹평과 비난에 조금도 개의치 않았다. 오히려 자신이 상상했던 대로 음이 들리는 것에 만족했다. 이 교향곡은 프랑크의 제자인 앙리 뒤파르크에게 헌정됐다. 이 교향곡은 프랑크가 죽은 후에 비로소 진가를 인정받았다.

## 연주시간
- 약 40분

## 악기편성
플루트3, 오보에2, 잉글리시 호른, 클라리넷2, 베이스 클라리넷, 바순3, 호른5, 트럼펫3, 코넷2, 트롬본3, 튜바, 팀파니, 하프, 현5부
프랑크의 관현악법은 드뷔시나 라벨에서 연상되는 “프랑스 음악”의 화려함과 대조적이며 매우 둔하다 떫은 음색이 사용되는 것을 특징으로 꼽을 만하다. 또 오르간풍의 울림도 많다. 이 점에서 오르간용으로 편곡·연주될 기회도 있다.

## 구성

### 제1악장
렌토 알레그로 논 트로포 라단조 2/2박자. 서주를 가진 소나타 형식. 
이 작품을 지배하는 순환동기는 3가지로 되어 있다. 이 3개의 동기 사이에도 상당한 연관관계가 있다. 이 3개의 동기를 각각 X, Y, Z로 칭한다면, 이중에서 전악장을 지배하는 것은 X이고, 나머지 2개는 이 X를 변형 혹은 발전시킨 것이다. 이 악장은 렌토의 서주 부분으로 시작된다. 이 렌토의 서주 주제는 주요부 알로그로 논 트로포의 제1주제를 예상하는 것이며, 전체를 지배하는 순환동기 X를 비올라, 첼로 그리고 더블베이스의 유니즌으로 처음부터 제시하고 있다. 이어 짧은 경과부를 지나 템포가 알레그로 논 트로포로 바뀌지만 아직른 서주의 주제가 현악기를 유니즌으로 힘차게 울린다. 다시 렌토 악구가 처음의 라단조와 3도 관계를 가지는 바단조로 반복되고, 알레그로 부분 역시 바단조로 반복된 후 비로소 1악장의 주요부가 확립된다, 그러므로 서주에서 렌토와 알레그로를 반복함으로써 라단조와 바단조가 공존하게 되는 데, 이를 축으로  하여 프랑크의 변화무쌍한 전조가 이루어진다. 이 두 조성을 가리켜 댕디는 ‘라단조의 기둥’과 ‘바단조의 기둥’ 이라고 지적했다. 이윽고 주요부의 제1주제가 순환동기 X를 활용하면서 제시된 후, 짧은 경과부를 지나 관계장조 바장조로 부주제가 제1바이올린에 의해 이끌어져 나온다. 이번에는 이 부주제가 장3도 아랫조인 내림라장조로 반복되고 관현악이 점차 고조되어, 순환동기 Y를 제시하는 제2주제가 전체 관현악에 의해 연주된다. 제2주제의 조성 역시 바장조이다. 이 주제를 2번 반복한 후 제1, 제2바이올린이 아르페지오를 통해 장3도 위에 화음들을 차례로 섭렵한다. 악상이 가라앉으면서 호른이 제2주제의 단편을 노래하면, 이것이 오보에, 플루트로 차례로 옮겨감으로써 제시부를 맺는다.
발전부는 비교적 짧은 것으로서 ‘바단조의 기둥’에 의존하고 있다. 여기서는 모든 악기가 계속 나타나면서 제시부에서 나타났던 각각의 주제 혹은 경과악구 등을 교묘히 다루어 나간다. 선율적, 리듬적으로 섬세한 변화를 보이면서도 각 동기 사이의 연관관계는 탄탄하게 유지한다. 유연한 선율을 뒷받침하는 황성의 탁월함에 힘입어 절묘한 전조가 행해지지만 그 기법은 확고한 고전적 ‘발전과 확대’이다. 서주의 렌토가 전체 관현악에 의해 재현됨으로써 재현부를 시작하여, 렌토 주제를 전체 관현악이 캐논풍으로 연주하면서 주요부로 들어간다. 재현은 고전적 소나타 형식을 따르고 있으며, 코다는 순환 동기 X를 3번 반복한 후, 아멘 종지(버금 딸림화음에서 으뜸화음으로 진행하여 끝내는 종지법, 교회 종지 혹은 변격 종지라고도 함)를 사용하여 D장3화음인 D장3화음으로 종지한다. 다시 말해 어떤 종지와 피카르디 종지(단조에서 마지막 으뜸화음을 장3화음으로 바꾸어 주는 기법)를 혼용하고 있는 바, 이는 아멘 종지가 가지는 종교적 분위기와 피카르디 종지가 가지는 바로크적 분위기를 배합하여 종교적 환희의 찬란함을 표현하여는 것이다.

### 제2악장
알레그레토 내림라단조 3/4박자. 스케르초를 중간부로 가진 3부 형식. 
먼저 현악기의 피치카토와 하프가 순환동기 Z를 활용하여 제1부의 첫 주제를 암시한다. 이것이 16마디 동안 계속된 후 잉글리시 호른이 처음 주제를 연주한다. 이어 하프가 가담하고 비올라가 선율적인 대선율을 연주한다. 제1부의 2번째 주제는 같은 으뜸음 장조인 내림나장조로서 바이올린에 의해 연주한다. 이 2번째 주제가 비교적 길게 발전된 후, 잉글리시 호른과 클리리넷이 첫 주제의 단편을 재현하면서 곡이 일단락 지워져 제1부를 마감한다. 중간부에서는 현악기의 세잇단음에 의해 스케르초의 첫 주제가 나타난다. 이 선율은 약음기를 낀 현악기가 맡고 있으며 사단조 조성으로 제1부 첫 주제와 동일한 화성진행을 취하고 있다. 으뜸화음으로 마치는 곳에서 호른의 화음 위에 클라리넷이 즐겨 사용하는 장3도 관계를 볼 수 있으며, 이 부분은 스케르초의 트리오 역할을 하게 된다. 이어 내림사장조로 전조되어 반복한 후, 짧은 발전을 거쳐 스케르초의 첫 주제가 재현되고, 그 후반에 제1부의 첫 주제의 단편이 반복하여 나타나면서 제3부로 자연스럽게 이어진다. 이 때 조성은 으뜸조인 내림나단조로 복귀된다. 첫 주제에 이어 제1부의 2번째 주제가 나타나는 동안 스케르초의 첫 주제가 잠시 끼어든다. 다시 제1부 2번째 주제가 세잇단음과 어우러져 으뜸조를 확립시키면서 악장을 마친다.

### 제3악장
피날레 알레그로 논 트로포 라장조 2/2박자. 소나타 형식. 
현악기 전체에 의한 D음의 연타로 시작된다. 이어 첼로와 바순이 제1주제를 포르티시모로 제시한다. 일단 약해지면서 바이올린이 이어받고 관악기가 가담하면서 점차 클라이맥스를 이루어간다. 이 때 조성은 장3도 윗쪽으로의 전조를 사용하여 라장조에서 올림바장조를 거쳐 A#의 이명동음조인 내림나장조 순으로 바뀌어 간다. 선율적 부주제가 브리지(Bridge) 역할로 나타난다. 이어 첼로와 더블베이스가 피아니시모로 순환동기 X를 연상시키는 새로운 동기를 연주하면 이로부터 제2주제가 제2악장의 스케르초에서 파생된 세잇단음표와 더불어 나타난다. 제2주제가 끝나자마자 템포가 조금 빨라져 발전부로 들어간다. 제1주제의 요소를 활용하면서 시작되는 발전부는 점차 고조되어 나가다가, 악보의 브리지가 투티로 강하게 울린다. 그 후 2악장 제1부 첫 주제의 단편과 3악장 제2주제 직전에 첼로와 더블베이스가 연주했던 X와의 연관을 보여주는 새로운 동기가 함께 나타나 대화를 이룬다. 이어 제1주제가 나타나지만 얼마 가지 않고 다시 2악장 제1부의 쳇 주제가 바이올린 아르페지오를 타고 연주되면서 발전부를 마친다. 이어 순환동기 X가 등장하고, 뒤이어 순환동기 Y가 X와 거의 동시에 첼로와 더블베이스의 배경 위해서 현악기를 통해 나즈막하게 나타난다. 그 후 1악장의 제2주제와 3악장 제1주제와의 대화를 거쳐 마지막으로 3악장 제1주제가 확정되고는 장엄한 코다를 거쳐 전체를 마무리한다.

## 같이 보기
- 낭만주의 음악

## 참고 문헌
- 《교향곡》 음악도서, 삼호출판사(명곡해설편찬위원회: 김방헌, 김정덕, 민경찬, 전지호)
- 죽기 전에 꼭 들어야 할 클래식 1001, 매튜 라이 외 공저, 2009. 6. 1., 마로니에북스